# Гуревич, Михаил Ефимович
Михаил Ефимович Гуревич (1906 — 01.09.1960) — советский инженер-строитель, лауреат Сталинской премии.

## Биография
Родился в январе 1906 года в г. Кременчуг Полтавской губернии.
Окончил Алексеевское коммерческое училище (Кременчуг) и Азербайджанский политехнический институт (Баку, 1930), инженер-строитель.
- 1928—1930 техник в строительно-подрядном тресте «Азгостехстрой» (Баку);
- 1930—1934 — на Магнитострое: гидротехник, прораб на строительстве первой плотины на р. Урал, заместитель заведующего, заведующий гидротехническим отделом, начальник работ, заместитель главного инженера строительства второй плотины, начальник ПТО;
- 1934 — начальник Химкинского узла сооружений строительства канала Москва-Волга;
- 1934—1939 — начальник отдела главного инженера строительства второй плотины, главный инженер треста «Магнитострой»;
- 1939—1941 — главный инженер треста «Тагилстрой»;
- 1942—1955 главный инженер — заместитель управляющего, с 1946 управляющий треста «Магнитострой»;
- 1955—1957 первый заместитель председателя Госстроя СССР;
- 1957—1959 заместитель, первый заместитель председателя Челябинского совнархоза;
- 1959—1960 председатель Уральского филиала Академии строительства и архитектуры СССР (Челябинск);
- 1960 заместитель председателя Кемеровского совнархоза, начальник строительства Западно-Сибирского металлургического комбината).

В 1946 году удостоен Сталинской премии II степени за скоростные методы строительства доменных печей (в условиях военного времени в 1942 году за несколько месяцев (с 22 августа по 5 декабря) на Магнитке была построена крупнейшая в Европе доменная печь).
Под его руководством были разработаны и внедрены новые методы крупнопанельного бескаркасного строительства жилых домов. Руководил строительством ряда крупных промышленных объектов Магнитогорска.
Умер 1 сентября 1960 года в г. Кемерово. Похоронен в Москве на Новодевичьем кладбище.

## Награды
- Три ордена Ленина (1943, 1945, 31.01.1952):
  - 15.01.1943 — за «образцовое выполнение заданий Государственного комитета обороны по строительству и вводу в действие новых мощностей на Магнитогорском металлургическом комбинате имени Сталина»[1]
- Орден Трудового Красного Знамени (1954),
- Медаль «За доблестный труд в Великой Отечественной войне 1941—1945 гг.» (1946).